# Kleinraschütz
Kleinraschütz ist ein Stadtteil von Großenhain im sächsischen Landkreis Meißen.

## Geographie
Kleinraschütz liegt etwa zwei Kilometer westlich des Stadtzentrums von Großenhain in der Mitte des Gemeindegebietes. Das Dorf entstand am nördlichen Röderniederungsrand auf pleistozänen Sedimenten verschiedenen Alters. In der ersten Hälfte des 19. Jahrhunderts befanden sich um das Straßendorf erkennbare Gewannfluren. Südöstlich von Kleinraschütz liegt der Großenhainer Stadtpark, der von der Großen Röder durchflossen wird.
Die Ortsgemarkung misst 2,85 Quadratkilometer und wird südlich von der Großen Röder begrenzt. Dort schließt sich der Großenhainer Stadtteil Großraschütz an. Im Osten ist die Gemarkung der Kernstadt Großenhain gelegen, nördlich von Kleinraschütz befindet sich Kleinthiemig. Im Nordwesten grenzt Wildenhain an, westlich ist Skassa gelegen.
Im nördlichen Teil durchquert die Bundesstraße 98 die Gemarkung, über die Wildenhainer Straße besteht von Kleinraschütz aus eine Verbindung an diese Fernverkehrsstraße. Straßenanschlüsse bestehen ebenfalls nach Osten ins Großenhainer Stadtzentrum und über die Kleinraschützer Straße nach Süden an die Staatsstraße 40 bei Großraschütz. Östlich von Kleinraschütz verläuft zudem die Bahnstrecke Berlin–Dresden in Nord-Süd-Richtung.

## Geschichte
| Jahr | Einwohner    |
| ---- | ------------ |
| 1834 | 121          |
| 1871 | 191          |
| 1890 | 314          |
| 1910 | 444          |
| 1925 | 504          |
| 1933 | 237          |
| 1939 | 830          |
| 1946 | 972          |
| 1950 | → Großenhain |

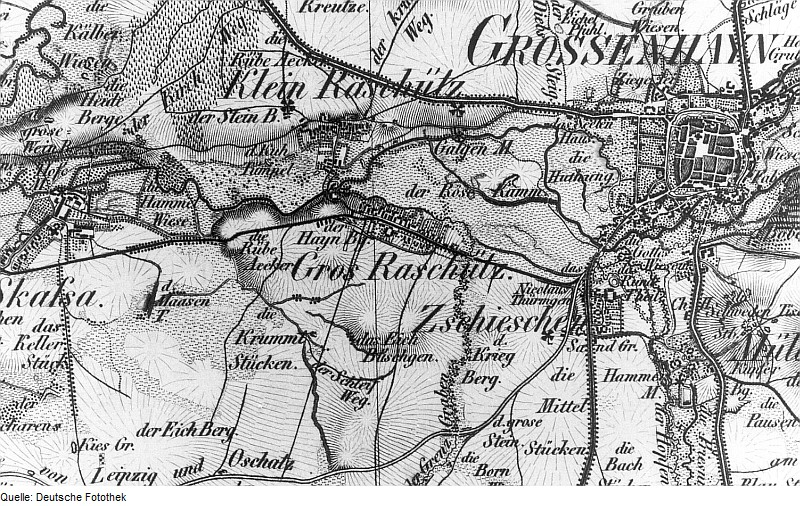
Karte von Kleinraschütz (obere Bildmitte) um 1840

Der Ort wurde 1320 zum ersten Mal erwähnt. In Folge war der Ortsname mehrmals Änderungen unterzogen, so wurde Kleinraschütz im Jahr 1320 villa slavica Raschuwicz genannt, 1350 villa Ratschwicz, Raschwicz, 1359 Rossewicz, 1378 Windischen-Raczwiczsch, Racswicz windis, im Jahr 1398 Russewicz und 1406 Windeschin Raschewicz. Im Jahr 1476 folgte die Nennung von Windeschin Raschewicz zum letzten Mal mit der Unterscheidung als Wendisch, 1448 Klein-Roschewitz, 1465 czu windeschen Rochswitz, 1535 Klein-Raschiz, 1551 Klein Raschitz, 1725 Kleinraisch, Kleinroisch  und 1791 Kleinraschütz als endgültiger Ortsname gebräuchlich. Der Ort war ursprünglich eine slawische Siedlung, worauf der frühere Namensbestandteil slavica hinweist, und ein markgräfliches Lehen. Die Zinsen gingen teils in weltliche, teils in geistliche Hände. Im Jahr 1457 waren die Erbherren von Schleinitz sowie das Amt und der Rat von Hayn (heute Großenhain). 1716 gehören etliche Männer zum Rittergut Grödel, 1722 etliche unter das Rittergut Naundorf und 1795 hatten Skassa und Naundorf die Erbherrlichkeit.
1547 hatte die Obergerichtsbarkeit das Amt Hayn inne, die Niedergerichtsbarkeit die jeweiligen Erbherrn, ausgeschlossen geistliche Personen. Es gab einen Dorfrichter im Ort. Am 13. Dezember 1354 hatte der Richter Nicolaus dem Hayner Kloster den Decem vorenthalten, 1403 hatte Johannes Scultetus zwei Hufen Acker zum Lehn und 1663 Gregor Born.
Kirchlich war Kleinraschütz 1547 nach Hain gepfarrt und gab jährlich vier Opferpfennige. In diesem Dorf hatte das Lehen Sankt Barbara (die Barbarakapelle vor Großenhain) Erbzinsen von vier Hufen und einem Garten. 1555 war der Ort kurzzeitig nach Wantewitz gepfarrt. Etliche Bauern unterm Rat mussten dem Rat Ortrand Getreidezins für die Kirche geben, die in Geld gewandelt wurden, ein Scheffel Weizen war 14 Groschen und vier Groschen waren ein Scheffel Roggen wert. Im Jahre 1925 waren 471 Einwohner von Kleinraschütz evangelisch-lutherisch, zwei Einwohner reformiert und zehn Einwohner römisch-katholisch. 21 Einwohner gehörten anderen Konfessionen an. Die Schule für Kleinraschützer Kinder war in Großraschütz.
Am 17. November 1320 hatte das Kloster Hain eine Mark Jahreszins. 1350 belehnte der Markgraf „Rulo Voit“ mit zwei talenta, Nikolaus Schefer zu Hain mit 1 1⁄2 Mark. 1406 bezahlte Kleinraschütz Landbete nach Hain. Am 21. Dezember 1411 kahmen 6 Schillinge gr. Zins an den Martinsaltar der Katharinenkirche in Großenhain. 1444 bis 1474 hatten die von Boytitz Zinsen in Kleinraschütz. Im Jahr 1448 verkauft der Kurfürst das Dorf am 25. Januar an Simon Marschalk zu Skassa. 1476 hatte Margarethe, Nikel Knauths Frau, Zinsen. 1492 verkaufte Georg von Kitzscher Jahreszinsen. 1485 hatten es die von Schleinitz auf Skassa. 1535 ordnen die Landesherren das Verhältnis von Amt und Kloster Hain, welches Zinsen in Kleinraschütz hatte. 1378 wurde das Dorf vom Castrum Hayn aus verwaltet, ab 1547 vom Amt Hayn, ab 1856 vom Gerichtsamt Großenhain und ab 1875 von der Amtshauptmannschaft Großenhain.
Mit der Sächsischen Landgemeindeordnung von 1838 erhielt Kleinraschütz Selbstverwaltungsrecht als eigenständige Landgemeinde, bis der Ort mit seinen rund 1000 Einwohnern am 1. Juli 1950 nach Großenhain eingemeindet wurde.

## Sehenswürdigkeiten

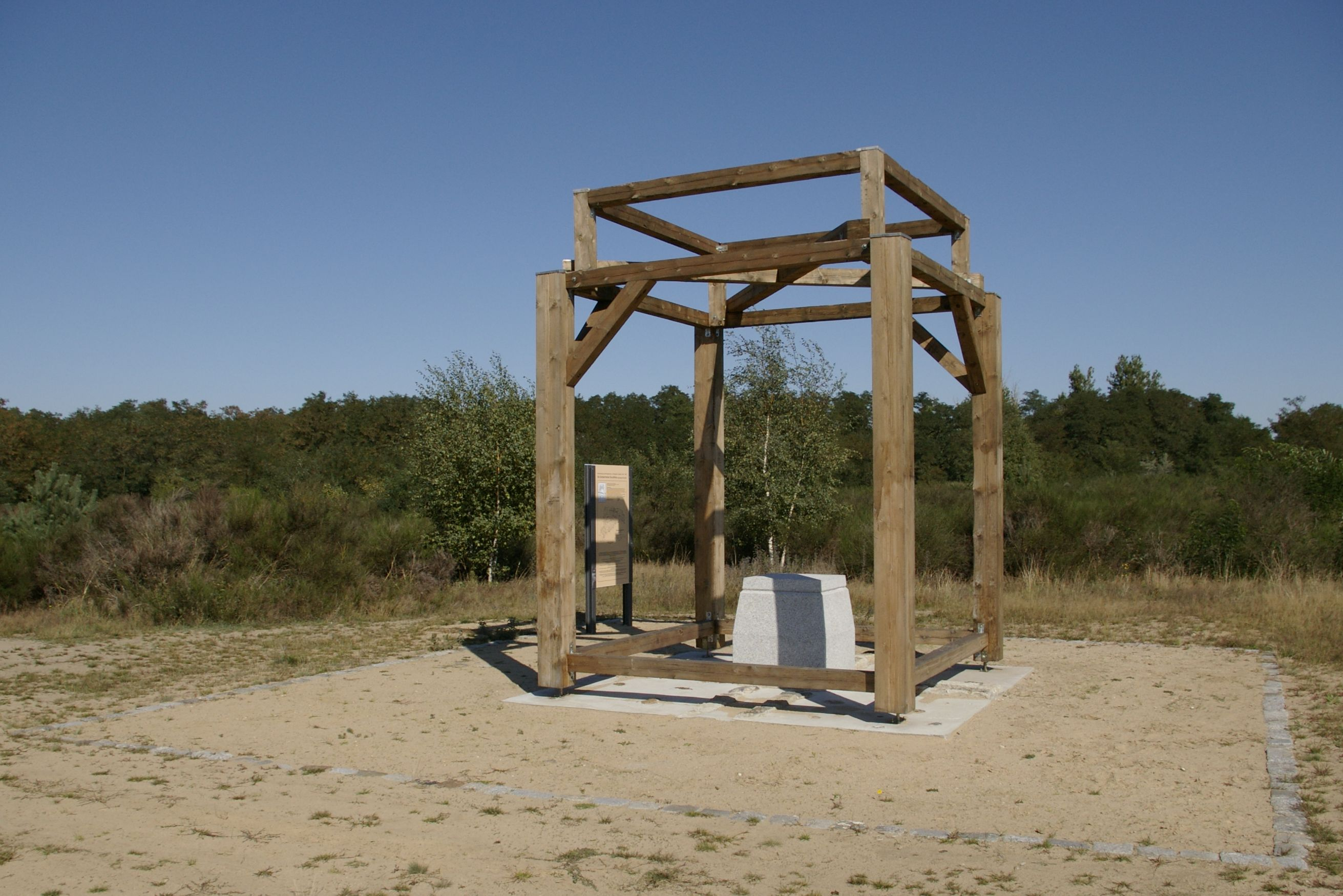
Restauriertes „Basisende Raschütz“ der Königlich-Sächsischen Triangulirung

Einige denkmalpflegerisch wertvolle Objekte in Kleinraschütz wurden in die Liste der Kulturdenkmale in Großenhain aufgenommen:
- Am Rand des Stadtparks befindet sich die König-Albert-Mühle mit Mühlenturm und Sonnenuhr an einem Nebengebäude
- An der Skassaer Straße befindet sich in Höhe des Hauses Nr. 28 ein eingefriedetes Denkmal, das die Gemeinde Kleinraschütz zu Ehren der im Ersten Weltkrieg Gefallenen errichten ließ. Es besteht aus einem dreistufigen Sockel, der einen Aufbau mit der Inschrift „Unseren gefallenen Helden / 1914–1918 / Die Gemeinde Kleinraschütz“ und darauf ein mit Eichenlaub verziertes eisernes Kreuz trägt.
- westlich der Wildenhainer Straße befindet sich das westliche Basisende der Großenhainer Grundlinie, die von 1869 bis 1872 im Rahmen der Königlich-Sächsischen Triangulirung angelegt und 2005 saniert wurde.